# Capnella gaboensis
Capnella gaboensis is een zachte koraalsoort uit de familie Nephtheidae. De koraalsoort komt uit het geslacht Capnella. Capnella gaboensis werd in 1977 voor het eerst wetenschappelijk beschreven door Verseveldt. 